# Гладуин (окръг, Мичиган)
Окръг Гладуин (на английски: Gladwin County) е окръг в щата Мичиган, Съединени американски щати. Площта му е 1336 km², а населението - 26 023 души (2000). Административен център е град Гладуин.